# آدیتیا روی کاپور
آدیتیا روی کاپور(انگلیسی: Aditya Roy Kapur) آدیتیا روی کاپور در ۱۶ نوامبر ۱۹۸۵ در بمبئی، هند زاده شد.

## زندگینامه
آدیتیا تحصیلات خود را در GD Somani شروع و از کالج سنت خاویر فارغ التحصیل شد.
پدر وی پنجابی و مادر او سالومه روی کاپور اهل هند است. برادر بزرگتر او سیدرات روی کاپور که با بازیگر معروف به نام ویدیا بالان ازدواج کرده که او مدیرارشد اجرایی از UTV تصاویر متحرک است. برادر بزرگتر دوم او کونال روی کاپور نیز یک بازیگر است. پدر بزرگ او، راگبوت روی کاپور یک تولیدکننده فیلم بود. پدربزرگ و مادربزرگ و مادری او، سام و روبی هارون معلمان رقص، که رقص سما به هند است معرفی قرار گرفتند.
وی به خاطر بازی در فیلم عاشقی۲ به شهرت رسید.از مهم‌ترین جایزه ای که تاکنون دریافت کرده از جشنواره آیفاست به خاطر بازی در نقش مکمل در فیلم، جوانی و دیوانگی. وی تاکنون ۹ فیلم در کارنامه کاری خود دارد.

## فیلم شناسی
فیلم شناسی
| فیلم                 | سال  | پارتنر        | نقش                          |
| -------------------- | ---- | ------------- | ---------------------------- |
| رویاهای لندن         | ۲۰۰۹ |               | واسیم خان                    |
| تکرار زندگی          | ۲۰۱۰ |               | بانتی                        |
| درخواست              | ۲۰۱۰ |               | عمار                         |
| عاشقی ۲              | ۲۰۱۳ | شردا کاپور    | راهول جیکار                  |
| جوانی و دیوانگی      | ۲۰۱۳ |               | آوی                          |
| ضیافت عشق            | ۲۰۱۴ | پارینتی چوپرا | تارو                         |
| وسواس                | ۲۰۱۶ | کاترینا کایف  | نور                          |
| زندگی عزیز           | ۲۰۱۶ | آلیا بهات     | حضور افتخاری در سکانس پایانی |
| باشه عزیزم           | ۲۰۱۷ | شردا کاپور    | آدیتی                        |
| به نیویورک خوش آمدید | ۲۰۱۸ |               |                              |
| رسوایی               | ۲۰۱۹ | سوناکشی سینها | کارتیک                       |
| خیابان ۲             | ۲۰۲۰ |               |                              |
| ولگرد                | ۲۰۲۰ |               |                              |
| منچ                  | ۲۰۲۰ |               |                              |
| سپر ملی              | ۲۰۲۱ |               |                              |
| گمراه                | ۲۰۲۳ |               | سوراج/آرجون (دونقش)          |